# Yakubu Aiyegbeni
Yakubu Aiyegbeni (Benin City, Nigerija, 22. studenog 1982.) bivši je nigerijski nogometaš. Poznat je po nadimku The Yak koji je izvedenica njegova imena Yakubu.
Drži rekord kao Afrikanac s najviše postignutih golova u FA Premijer ligi. Član je nacionalne nogometne reprezentacije, za koju je nastupio 57 puta i pritom postigao 21 gol. Za reprezentaciju je nastupio na zadnjem Svjetskom prvenstvu u Južnoj Africi 2010., te je bio njen standardni člam.
Prije nego što se počeo baviti nogometom, Yakubu je završio Zapadno afričku školu te je radio za naftnu tvrtku Okomu Oil u nigerijskoj saveznoj državi Edo. Tamo je bio zaposlen na poslovima bojanja, prije nego što ga je 1996. uočio skaut Izilien.

## Klupska karijera

### Počeci
Kao snažan napadač, Aiyegbeni je karijeru započeo u portigalskom klubu Gil Vicente. Nakon toga kupuje ga izraelski klub Maccabi Haifa, koji ga je jednu sezonu stavio na posudbu u Hapoel Kfar Saba. Ukrajinski Dinamo Kijev bio je zainteresiran za posudbu igrača, no taj posao nikad nije realiziran.
S Maccabi Haifom, igrač je osvojio dva izraelska prvenstva. U klubu je imao dobru napadačku realizaciju, kako u domaćim, tako i u međunarodnim nastupima.
Nakon karijere u Izraelu, Yakubu odlazi u Englesku, u Derby County. Međutim, igrač u to vrijeme nije mogao dobiti englesku radnu dozvolu. Aiyegbeni nastavlja karijeru u Maccabi Haifi, te za klub postiže 7 pogodaka u 8 europskih utakmica, uključujući hat-trick u sezoni 2002./03. u Ligi prvaka. Te sjajne igre omogućile su mu transfer u Portsmouth.

### Portsmouth
Svojim golovima za Portsmouth, Yakubu s klubom osvaja naslov prvaka engleske druge lige (Division One). Imao je prosjek od jednog gola na dvije utakmice.
Tokom klupskog debija u Premijer ligi, u kojem je Portsmouth završio na 13. mjestu, Aiyegbeni je nastavio s odličnim golgeterskim učinkom, te je u 35 utakmica postigao 16 pogodaka. U tu statistiku uključeno je i 4 pogodaka u 5:1 pobjedi protiv Middlesbrougha, u važnoj utakmici sezone. Tijekom ljeta 2004. nekoliko je engleskih prvoligaških momčadi bilo zainteresirano za kupnju Aiyegbenija za 10 mil. GBP. Međutim, igrač je odlučio ostati u klubu, kako bi mu pomogao da "učvrsti" svoju poziciju u Premijer ligi.
Svoj posljednji gol u dresu Mornara postiže u svibnju 2005., prije nego što je napustio klub. To je bio izjednačujuću pogodak za 1:1 u utakmici protiv Bolton Wanderersa. Tim pogotkom Portsmouth si je osigurao ostanak u Premijer ligi.

### Middlesbrough
Nakon sezone 2004./05., Portsmouth igrača prodaja Middlesbroughu za 7,5 mil. GBP. Igrač je prodan u srpnju 2005. Uprvo je njegov transfer bio jedan od onih koji su bili povezani u istrazi o korupciji u engleskom nogometu, koja je započela 2007. U izvješću je naveden nedostatak suradnje s agentima kao što su Pinhas Zahavi i Barry Silkman.
Od njegovih važnijih pogodaka za novi klub bio je onaj koji je postigao u osmini finala Kupa UEFA protiv talijanske AS Rome, u 1:0 pobjedi Boroa. Budući da je uzvartni susret završio bez pogodaka, Middlesbrough se plasirao u četvrtfinale natjecanja. U konačnici, Yakubu je s Middlesbroughom 2006. igrao finale Kupa Uefa, u kojem je Boro poražen od FC Seville. To je ujedno bila i posljednja utakmica Stevea McLarena kao trenera Middlesbrougha, prije nego što je preuzeo klupu engleske reprezentacije.

### Everton
U kolovozu 2007. Yakubu je prodan u Everton, u transferu vrijednom 11,25 mil. GBP. Tražio je da mu umjesto tradicionalnog napadačkog broja 9, bude uručen službeni dres s brojem 22, koji ga asocira na broj golova koje je postigao u prvoj sezoni.
Prvi pogodak za klub postigao je nakon svega 11 minuta igre za novi klub, u gostujućoj 2:1 pobjedi protiv Bolton Wanderersa, u rujnu 2007. U prosincu 2007. postigao je prvi hat-trick za klub, u prvenstvenoj 3:0 pobjedi protiv Fulhama kod kuće.
Početkom 2008. Yakubu je otputovao u Ganu zbog reprezentativnih obveza, odnosno Afričkog Kupa nacija koji se tamo održavao. Nakon što je Nigerija završila s natjecanjem, Yakubu kasni s povratkom u matični klub. To je dovelo do toga da je Evertonov trener David Moyes otpušten iz kluba.
S dva pogotka protiv Newcastle Uniteda, odnosno 3:1 pobjedom Evertona, klub se završetkom sezone plasirao na 5. mjesto, te se plasirao u Kup UEFA sljedeće sezone. U prvoj sezoni u Evertonu odigrao je 15 prvenstvenih utakmica te je postigao 21 pogodak za klub u svim natjecanjima. Samim time srušio je rekord Petera Beardsleyja koji je za Everton postigao 20 pogodaka u jednoj sezoni.
U sezoni 2008./09., na utakmici protiv WBA, Aiyegbeni je postigao svoj 100-ti pogodak tokom igranja u Engleskoj. Svoju veliku golgetersku sezonu nastavio je i u Kupu UEFA, protiv belgijskog Standard Liègea. Pogodak protiv Middlesbrougha bio mu je prvi nakon 10 utakmica bez učinka. 30. studenog, u gostujućoj utakmici protiv Tottenham Hotspura, Aiyegbeni je teško ozlijeđen. U prekršaju mu je rascijepljena ahilova tetiva, te je zbog toga propustio ostatak sezone.
Prvu utakmicu nakon oporavka, odigrao je za rezerve Evertona protiv rezervi Burnleyja. Nakon godinu dana, igrač je ponovo zaigrao za prvu momčad, te je na utakmici Carling kupa protiv Hull Cityja postigao pogodak nakon samo 11 minuta igre. U utakmici protiv Chelseaja, ponovo je zaigrao u domaćem prvenstvu.

## Reprezentativna karijera
Yakubu Aiyegbeni član je nigerijske nogometne reprezentacije od 2000. godine. U dosadašnjih 57 nastupa za nacionalnu vrstu, postigao je 21 pogodak.
Dosad je nastupao na tri velika turnira: Afrički kup nacija 2008. u Gani i 2010. u Angoli te na Mundijalu 2010. u Južnoj Africi. Na kontinentalnom prvenstvu u Angoli, s Nigerijom je osvojio treće mjesto.
Na Svjetskom prvenstvu 2010., Nigerija je doživjela rezultatski i igrački fijasko. U skupini s Argentinom, Južnom Korejom i Grčkom završila je na posljednjem mjestu u skupini. Yakubu je na utakmici protiv Južne Koreje postigao izjednačujući pogodak ali isto tako promašio jednu 100%-tnu priliku. U poziciji kad je reprezentacija Južne Koreje imala prazan gol, Aiyegbeni nije uspio realizirati tu mogućnost. Legenda Newcastle Uniteda i engleskog nogometa uopće, Alan Shearer je na BBC-u taj promašaj komentirao riječima: "Mislim da je ovo najgori promašaj koji sam ikada vidio".
Važan je član reprezentacije, što govori i podatak da je na tri velika reprezentativna turnira uvijek nosio dres s brojem 8.

### Pogoci za reprezentaciju
| #   | Datum              | Mjesto                                     | Protivnik          | Pogodak | Rezultat | Natjecanje                                  |
| --- | ------------------ | ------------------------------------------ | ------------------ | ------- | -------- | ------------------------------------------- |
| 1.  | 16. lipnja 2001.   | Independence Stadium, Windhoek, Namibija   | Namibija           | 1 - 0   | 2 - 0    | Kvalifikacije za SP 02' u Japanu / J.Koreji |
| 2.  | 1. srpnja 2001.    | Al Merreikh Stadium, Omdurman, Sudan       | Sudan              | 2 - 0   | 4 - 0    | Kvalifikacije za SP 02' u Japanu / J.Koreji |
| 3.  | 1. srpnja 2001.    | Al Merreikh Stadium, Omdurman, Sudan       | Sudan              | 4 - 0   | 4 - 0    | Kvalifikacije za SP 02' u Japanu / J.Koreji |
| 4.  | 9. veljače 2002.   | Stade Barema Bocoum, Mopti, Mali           | Mali               | 1 - 0   | 1 - 0    | Kvalifikacije za Afrički kup nacija 02'     |
| 5.  | 30. svibnja 2002.  | Abuja National Stadium, Abuja, Nigerija    | Gana               | 1 - 1   | 3 - 1    | LG kup                                      |
| 6.  | 30. svibnja 2002.  | Abuja National Stadium, Abuja, Nigerija    | Gana               | 2 - 1   | 3 - 1    | LG kup                                      |
| 7.  | 1. lipnja 2002.    | Abuja National Stadium, Abuja, Nigerija    | Kamerun            | 2 - 0   | 3 - 0    | LG kup                                      |
| 8.  | 7. lipnja 2003.    | Abuja National Stadium, Abuja, Nigerija    | Malavi             | 1 - 1   | 4 - 1    | Kvalifikacije za Afrički kup nacija 04'     |
| 9.  | 7. lipnja 2003.    | Abuja National Stadium, Abuja, Nigerija    | Malavi             | 2 - 1   | 4 - 1    | Kvalifikacije za Afrički kup nacija 04'     |
| 10. | 5. rujna 2004.     | National Sports Stadium, Harare, Zimbabve  | Zimbabve           | 3 - 0   | 3 - 0    | Kvalifikacije za SP 06' u Njemačkoj         |
| 11. | 9. listopada 2004. | Stade Omar Bongo, Libreville, Gabon        | Gabon              | 1 - 1   | 1 - 1    | Kvalifikacije za SP 06' u Njemačkoj         |
| 12. | 2. rujna 2006.     | Abuja National Stadium, Abuja, Nigerija    | Niger              | 1 - 0   | 2 - 0    | Kvalifikacije za Afrički kup nacija 08'     |
| 13. | 8. listopada 2006. | Setsoto Stadium, Maseru, Lesoto            | Lesoto             | 1 - 0   | 1 - 0    | Kvalifikacije za Afrički kup nacija 08'     |
| 14. | 17. lipnja 2007.   | Seyni Kountché Stadium, Niamey, Niger      | Niger              | 3 - 1   | 3 - 1    | Kvalifikacije za Afrički kup nacija 08'     |
| 15. | 29. siječnja 2008. | Sekondi Stadium, Sekondi-Takoradi, Gana    | Benin              | 1 - 0   | 1 - 0    | Afrički kup nacija 08'                      |
| 16. | 3. veljače 2008.   | Ohene Djan Stadium, Accra, Gana            | Gana               | 1 - 0   | 1 - 2    | Afrički kup nacija 08'                      |
| 17. | 21. lipnja 2008.   | Abuja National Stadium, Abuja, Nigerija    | Ekvatorska Gvineja | 1 - 0   | 2 - 0    | Kvalifikacije za SP 10' u Južnoj Africi     |
| 18. | 14. studenog 2009. | Kasarani Stadium, Nairobi, Kenija          | Kenija             | 2 - 1   | 3 - 2    | Kvalifikacije za SP 10' u Južnoj Africi     |
| 19. | 16. siječnja 2010. | Complexo da Sr. da Graça, Benguela, Angola | Benin              | 1 - 0   | 1 - 0    | Afrički kup nacija 10'                      |
| 20. | 6. lipnja 2010.    | Makhulong Stadium, Tembisa, JAR            | Sjeverna Koreja    | 2 - 0   | 3 - 1    | Prijateljska utakmica                       |
| 21. | 22. lipnja 2010.   | Moses Mabhida Stadion, Durban, JAR         | Južna Koreja       | 2 - 2   | 2 - 2    | SP 10' u JAR-u                              |

## Osvojeni trofeji

### Klupski trofeji
| Izrael        | Izrael              | Izrael          |
| Klub          | Natjecanje          | Sezona (godina) |
| ------------- | ------------------- | --------------- |
| Maccabi Haifa | Izraelsko prvenstvo | 2000./01.       |
| Maccabi Haifa | Izraelsko prvenstvo | 2001./02.       |
| Maccabi Haifa | Izraelski kup       | 2002.           |
| Engleska      |                     |                 |
| Portsmouth    | Engleska II. liga   | 2002./03.       |

### Reprezentativni trofeji
| Nigerija           | Nigerija   | Nigerija |
| Klub               | Natjecanje | Godina   |
| ------------------ | ---------- | -------- |
| Afrički Kup nacija | Bronca     | 2010.    |

## Vanjske poveznice
- Statistika igrača na Soccerbase.com  Arhivirana inačica izvorne stranice od 17. kolovoza 2009. (Wayback Machine)